# Lista de prefeitos da cidade de Caucaia
Esta é a lista de prefeitos da cidade de Caucaia, município pertencente ao estado brasileiro do Ceará, e integrante da Região Metropolitana de Fortaleza (RMF). Esta lista conta com todos(as) os(as) prefeitos(as) eleitos(as) ou nomeados(as) nos períodos históricos denominados de Primeira República/República Velha (1889–1930) Quarta República/Período Populista (1946–1964), Quinta República/Ditadura Militar (1964–1985) e Sexta República/Nova República (1985–2024).
Devido a carência de informações, a lista possuí algumas informações faltantes ou incompletas, sobretudo dos primeiros ocupantes do cargo. 
Segunda maior cidade do estado, consequentemente o segundo maior colégio eleitoral do Ceará, Caucaia, após quase 20 anos da aprovação da possibilidade de reeleição, conta com apenas um prefeito reeleito, fato ocorrido em 2012 com a reeleição de Dr. Washington.
Caucaia, juntamente com a capital, Fortaleza, são os únicos municípios do estado do Ceará em que há possibilidade de haver segundo turno em eleições municipais, por possuírem um quantitativo de eleitores superior a 200 mil.

## Lista de prefeitos durante aPrimeira República(1889–1930)
A partir de 1914, por meio da Lei nº 1190 de 25 de agosto de 1914, o antigo cargo de Intendente foi substituído pelo cargo de Prefeito.
| N.º | Prefeito(a)                        | Imagem | Período do governo (duração do governo) | Partido        | Vice-prefeito(a) | Eleição          | Referências |
| --- | ---------------------------------- | ------ | --------------------------------------- | -------------- | ---------------- | ---------------- | ----------- |
| 1   | Arlindo Eduardo Correia            |        | sem informação                          | sem informação | sem informação   | Prefeito Nomeado | [ 4 ]       |
| 2   | Jonas de Queiroz Cauda             |        | sem informação                          | sem informação | sem informação   | Prefeito Nomeado | [ 4 ]       |
| 3   | Antonio Cristino de Olveira Freire |        | sem informação                          | sem informação | sem informação   | Prefeito Nomeado | [ 4 ]       |
| 4   | Francisco de Sá Roriz              |        | sem informação                          | sem informação | sem informação   | Prefeito Nomeado | [ 4 ]       |
| 5   | Fausto Dário Sales                 |        | sem informação                          | sem informação | sem informação   | Prefeito Nomeado | [ 4 ]       |

## Lista de prefeitos durante aEra Vargas(1945–1964)
| N.º | Prefeito(a)                  | Imagem | Período do governo (duração do governo) | Partido        | Vice-prefeito(a) | Eleição          | Referências |
| --- | ---------------------------- | ------ | --------------------------------------- | -------------- | ---------------- | ---------------- | ----------- |
| 6   | Manoel Braga da Rocha        |        | sem informação                          | sem informação | sem informação   | Prefeito Nomeado | [ 4 ]       |
| 7   | Marcos Antonio Forte         |        | sem informação                          | sem informação | sem informação   | Prefeito Nomeado | [ 4 ]       |
| 8   | Carlos Rocha Moreira         |        | sem informação                          | sem informação | sem informação   | Prefeito Nomeado | [ 4 ]       |
| 9   | Plácido Monteiro Gondim      |        | sem informação                          | sem informação | sem informação   | Prefeito Nomeado | [ 4 ]       |
| 10  | Fausto Dário Sales           |        | sem informação                          | sem informação | sem informação   | Prefeito Nomeado | [ 4 ]       |
| 11  | Francisco Moreira de Paiva   |        | sem informação                          | sem informação | sem informação   | Prefeito Nomeado | [ 4 ]       |
| 12  | Amarílio Moreira da Silveira |        | sem informação                          | sem informação | sem informação   | Prefeito Nomeado | [ 4 ]       |

## Lista de prefeitos durante aQuarta República(1945–1964)
Partidos
      PSD       UDN
| N.º | Prefeito(a)                      | Imagem | Período do governo (duração do governo)                  | Partido                        | Vice-prefeito(a)           | Eleição          | Referências |
| --- | -------------------------------- | ------ | -------------------------------------------------------- | ------------------------------ | -------------------------- | ---------------- | ----------- |
| 13  | Antônio Brasileiro               |        | sem informação                                           | sem informação                 | sem informação             | Prefeito Nomeado | [ 4 ]       |
| 14  | Joaquim Sousa Gadelha            |        | sem informação                                           | sem informação                 | sem informação             | Prefeito Nomeado | [ 4 ]       |
| 15  | Tobias da Mota Correia           |        | sem informação                                           | sem informação                 | sem informação             | Prefeito Nomeado | [ 4 ]       |
| 16  | Antônio Brasileiro               |        | 31 de janeiro de 1948 até 30 de janeiro de 1951 (3 anos) | sem informação                 | sem informação             | 1947             | [ 5 ]       |
| 17  | Raimundo Nonato Soares           |        | sem informação                                           | sem informação                 | sem informação             | sem informação   | [ 4 ]       |
| 18  | Daniel Nunes de Miranda          |        | 31 de janeiro de 1951 até 30 de janeiro de 1955 (4 anos) | União Democrática Nacional UDN | sem informação             | 1950             | [ 5 ] [ 6 ] |
| 19  | José Nunes de Miranda            |        | 31 de janeiro de 1955 até 30 de janeiro de 1959 (4 anos) | sem informação                 | sem informação             | 1954             | [ 5 ]       |
| 20  | José Hugo de Oliveira            |        | 31 de janeiro de 1959 até 30 de janeiro de 1963 (4 anos) | Partido Social Democrático PSD | Francisco Tavares de Gois  | 1958             | [ 5 ] [ 6 ] |
| 21  | Juaci Sampaio Pontes (1932–1981) |        | 31 de janeiro de 1963 até 30 de janeiro de 1967 (4 anos) | Partido Social Democrático PSD | José Maria Pontes da Rocha | 1962             | [ 5 ] [ 6 ] |

## Lista de prefeitos durante aDitadura Militar(1964-1985)
Partidos
      ARENA       MDB
| N.º | Prefeito(a)                                 | Imagem | Período do governo (duração do governo)                               | Partido                              | Vice-prefeito(a)                 | Eleição | Referências |
| --- | ------------------------------------------- | ------ | --------------------------------------------------------------------- | ------------------------------------ | -------------------------------- | ------- | ----------- |
| 22  | José Maria Pontes da Rocha                  |        | 31 de janeiro de 1967 até 30 de janeiro de 1971 (4 anos)              | Aliança Renovadora Nacional ARENA    | Raimundo Wilson Nunes de Miranda | 1966    | [ 5 ]       |
| 23  | Luís Correia Sales                          |        | 31 de janeiro de 1971 até 30 de janeiro de 1973 (2 anos)              | Aliança Renovadora Nacional ARENA    | José Flares Martins Gomes        | 1970    | [ 5 ]       |
| 24  | Juaci Sampaio Pontes (1932–1981)            |        | 1° de fevereiro de 1973 até 30 de janeiro de 1977 (4 anos)            | Movimento Democrático Brasileiro MDB | Luiz Haroldo Caula da Rocha      | 1972    | [ 7 ] [ 5 ] |
| 25  | Danilo Dalmo da Rocha Correa                |        | 31 de janeiro de 1977 até 31 de janeiro de 1983 (6 anos)              | Aliança Renovadora Nacional ARENA    | José Nunes de Miranda            | 1976    | [ 8 ]       |
| 26  | Domingos José Brasileiro Pontes (1940–2005) |        | 1° de fevereiro de 1983 até 31 de dezembro de 1988 (5 anos e 9 meses) | Aliança Renovadora Nacional ARENA    | Yara Guerra Silva                | 1982    | [ 9 ]       |

## Lista de prefeitos durante aSexta República(1986-2024)
Partidos
      Partido Trabalhista Brasileiro       Partido Democrático Trabalhista       Partido Democrático Social (depois Partido Progressista Brasileiro)       Partido da Social Democracia Brasileira       Partido Social Democrático       Movimento Democrático Brasileiro
| N.º | Prefeito(a)                                 | Imagem                                                    | Período do governo (duração do governo)                          | Partido                                          | Vice-prefeito(a)       | Eleição                          | Referências          |
| --- | ------------------------------------------- | --------------------------------------------------------- | ---------------------------------------------------------------- | ------------------------------------------------ | ---------------------- | -------------------------------- | -------------------- |
| 27  | Yara Guerra Silva (1938–2017)               |                                                           | 1º de janeiro de 1989 até 31 de dezembro de 1992 (4 anos)        | Partido Democrático Social PDS                   | Raul Gomes Serafim     | 1988                             | [ 2 ] [ 10 ]         |
| 28  | José do Carmo da Silva Marinho              |                                                           | 1º de janeiro de 1993 até 31 de dezembro de 1996 (4 anos)        | Partido Democrático Trabalhista PDT              | Jefferson Viana        | 1992                             | [ 2 ]                |
| 29  | José Gerardo Arruda (1959)                  |                                                           | 1º de janeiro de 1997 até 31 de dezembro de 2000 (4 anos)        | Partido da Social Democracia Brasileira PSDB     | Yara Guerra Silva      | 1996                             | [ 2 ] [ 11 ]         |
| 30  | Domingos José Brasileiro Pontes (1940–2005) |                                                           | 1º de janeiro de 2001 até 31 de março de 2004 (3 anos e 4 meses) | Partido Progressista Brasileiro PPB              | Raimundo Gomes (PTB)   | 2000                             | [ 2 ]                |
| 31  | Raimundo Gomes                              |                                                           | 1º de abril de 2004 até 31 de dezembro de 2004 (9 meses)         | Partido Trabalhista Brasileiro PTB               | Nenhum                 | Linha sucessória (vice-prefeito) | [ 1 ] [ 2 ]          |
| 32  | Inês Arruda (1958)                          |                                                           | 1º de janeiro de 2005 até 31 de dezembro de 2008 (4 anos)        | Partido do Movimento Democrático Brasileiro PMDB | Ernani Viana (PR)      | 2004                             | [ 12 ] [ 13 ]        |
| 33  | Washington Gois (1956)                      |                                                           | 1º de janeiro de 2009 até 31 de dezembro de 2012 (4 anos)        | Partido Republicano Brasileiro PRB               | Paulo Guerra (PDT)     | 2008                             | [ 14 ] [ 15 ]        |
| 33  | Washington Gois (1956)                      | 1º de janeiro de 2013 até 31 de dezembro de 2016 (4 anos) | 2012                                                             | Partido Republicano Brasileiro PRB               | Paulo Guerra (PDT)     |                                  | [ 14 ] [ 15 ]        |
| 34  | Naumi Amorim (1967)                         |                                                           | 1º de janeiro de 2017 até 31 de dezembro de 2020 (4 anos)        | Partido Social Democrático PSD                   | Lívia Arruda (PTB)     | 2016                             | [ 16 ]               |
| 35  | Vitor Valim (1978)                          |                                                           | 1º de janeiro de 2021 até 31 de dezembro de 2024 (4 anos)        | Partido Socialista Brasileiro PSB                | Deuzinho Filho (UNIÃO) | 2020                             | [ 17 ] [ 18 ] [ 19 ] |
| 36  | Naumi Amorim (1967)                         |                                                           | Início em 1º de janeiro de 2025 (em exercício)                   | Partido Social Democrático PSD                   | Priscila Menezes (MDB) | 2024                             | [ 20 ] [ 21 ] [ 22 ] |